# Musa Qurbanov
Musa Qurbanov (Zaqatala, 9 novembre 1964) è un ex calciatore sovietico, dal 1991 azero, di ruolo attaccante.

## Carriera

### Club
Dopo aver giocato nella seconda e terza serie del campionato sovietico, gioca nella massima serie del neonato campionato azero.

### Nazionale
Debutta nel 1992 con la Nazionale azera, giocando poi un'altra partita l'anno successivo.